# Korea Educational Broadcasting System
Korea Educational Broadcasting System (EBS) je jihokorejská vzdělávací televizní a rozhlasová stanice a jediná hlavní jihokorejská rozhlasová a televizní síť bez samostatné regionální služby. Byla založena jako KBS 3, Seoul Animation Center a KBS Educational Radio v 80. letech a v roce 1990 se stala nezávislou společností. EBS se snaží doplnit školní vzdělávání a podporovat celoživotní vzdělávání pro všechny v Koreji.
Hlavními protějšky této sítě jsou PBS ve Spojených státech a také CBBC, BBC Two a BBC Four ve Velké Británii.

## Televize
| logo              | název       | popis |
| ----------------- | ----------- | --- |
| EBS_1TV_Logo      | EBS 1TV     | hlavní kanál |
| EBS_1TV_logo_2015 | EBS 2TV     | druhý pozemní kanál |
| EBS_English_logo  | EBS english | kanál vyučující angličtinu |
| EBS_KIDS          | EBS kids    | kanál se zaměřením na dětský obsah                                                                                                 |
|                   | EBS plus 1  | Kanál se výrazně zaměřuje na středoškolské testovací osnovy a nabízí programy, které doplní a umocní studentovo školní vzdělávání. |
|                   | EBS plus 2  | Hlavním zaměřením tohoto kanálu je „celoživotní“ vzdělávání s různými programy pro mladší i starší diváky.                         |

## Rádio
- EBS FM